# Sueño en los peces

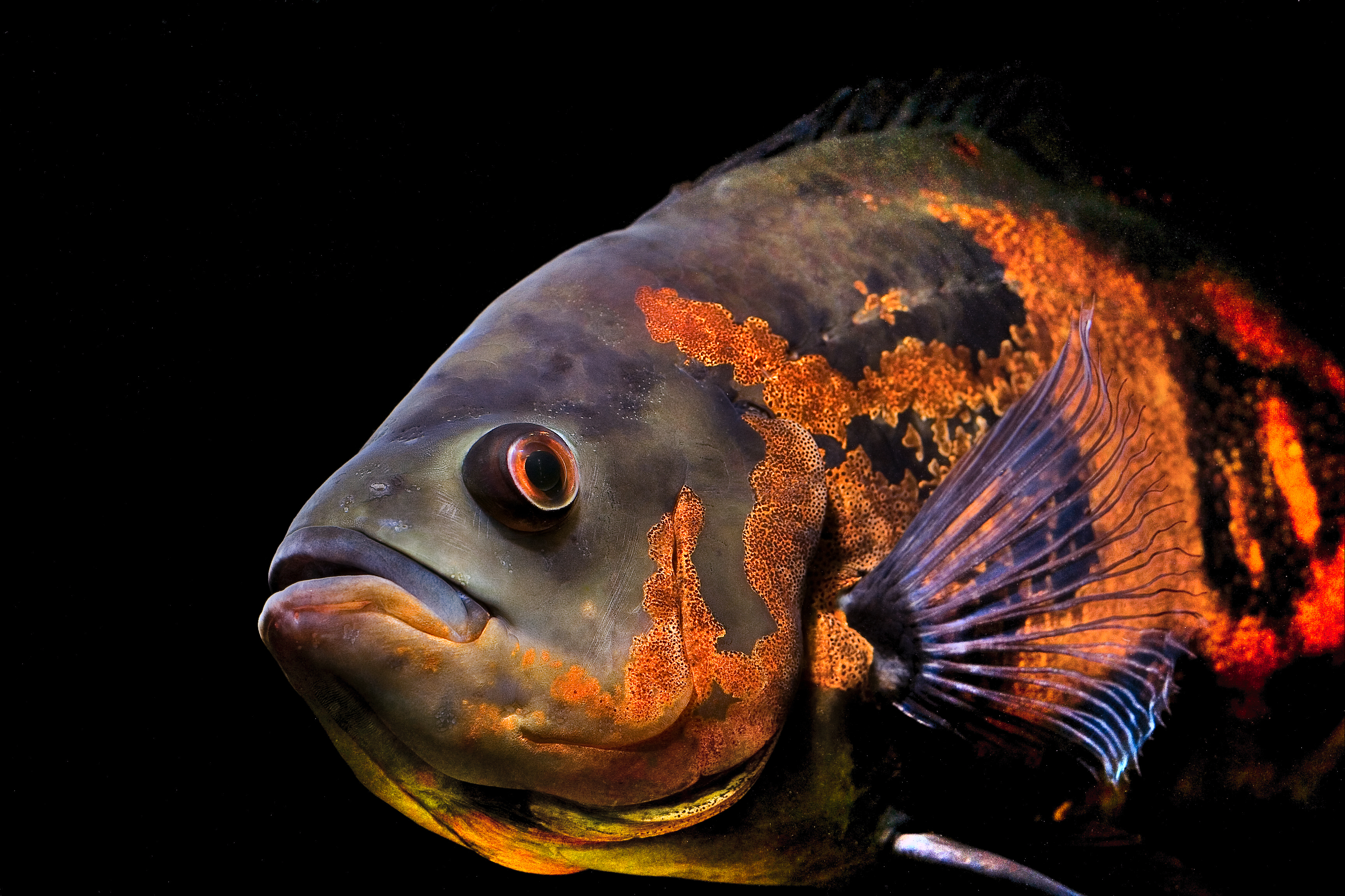
El sueño se puede definir en aves y en mamíferos por el cierre de los ojos y patrones eléctricos típicos en el neocórtex, pero los peces carecen de párpados y de neocórtex. Sin embargo, este Óscar (Astronotus ocellatus) se comporta de manera tranquila durante la noche, yace inmóvil en el suelo con los ojos hacia abajo, y se podría decir que duerme.

Si los peces duermen o no es una pregunta sin respuesta, hasta el punto de haber inspirado el título de varios libros de divulgación científica. En aves y mamíferos, el sueño se define por el cierre de los ojos y la presencia de patrones típicos de actividad eléctrica en el cerebro, incluido el neocórtex, pero los peces carecen de párpados y de neocórtex. Se sospecha que algunas especies que viven siempre en bancos o que nadan continuamente (por la necesidad de ventilación de las branquias, por ejemplo) no duermen nunca. También existen dudas sobre ciertas especies ciegas que viven en cuevas.
Sin embargo, otros peces sí parecen dormir, sobre todo cuando se utilizan criterios puramente conductuales para definir el sueño. Por ejemplo, el pez cebra, la tilapia, la tenca, el pez gato y el tiburón globo se quedan inmóviles y no reaccionan durante la noche (o durante el día, en el caso del tiburón martillo); incluso se puede levantar con la mano al pez perro español (Bodianus rufus) y al Thalassoma bifasciatumhasta la superficie sin que reaccionen. Por otra parte, los patrones de sueño se interrumpen con facilidad y pueden incluso desaparecer durante los periodos de migración, reproducción y cuidado parental.

## Comportamiento del sueño
En lugar de examinar la actividad cerebral en busca de patrones de sueño, un enfoque alternativo consiste en examinar cualquier ciclo de reposo/actividad que pueda indicar un «sueño conductual». Los cuatro criterios de comportamiento siguientes son característicos del sueño en aves y mamíferos y podrían extenderse a los peces: (1) inactividad prolongada; (2) postura de reposo típica, a menudo en un refugio típico; (3) alternancia con actividad en un ciclo de 24 horas; (4) umbrales de excitación elevados. Basándose en estos criterios, se han observado muchas especies de peces durmiendo. La postura típica de sueño de la pez cabeza de toro es con las aletas estiradas, la cola tumbada en el fondo, el cuerpo inclinado hacia un lado en un ángulo de 10-30 grados respecto a la vertical, las frecuencias cardiaca y respiratoria mucho más lentas de lo normal y mucha menos sensibilidad al sonido y al tacto. Las tilapias de Mozambique permanecen inmóviles en el fondo durante la noche, con una frecuencia respiratoria más baja y sin movimiento ocular, y no responden tan fácilmente como durante el día a las corrientes eléctricas o al suministro de alimento. Por la noche, el pez cerdo español, el pez cabeza azul, el pez Halichoeres bivittatus, el abadejo Tautogolabrus adspersus, e incluso los tiburones réquiem, pueden ser cogidos con la mano sin provocar una respuesta. Un estudio observacional de 1961 de aproximadamente 200 especies en acuarios públicos europeos informó de muchos casos de sueño aparente.
Los buceadores pueden ver fácilmente a los peces que se instalan para pasar la noche en refugios típicos, como agujeros y grietas, debajo de cornisas, entre la vegetación, dentro de esponjas o enterrados en la arena[1]. Una cierta protección adicional puede derivarse de secreciones especiales, como la envoltura mucosa producida por varias especies de lábridos y peces loro, ya sea alrededor de los propios peces o en la abertura de su refugio. Estas envolturas protegen a los peces dormidos de depredadores y ectoparásitos.
En el laboratorio, los periodos de inactividad suelen alternarse con periodos de actividad durante las 24 horas del día, o casi las 24 horas cuando las condiciones de iluminación son constantes. Se han documentado ritmos circadianos de actividad en más de 40 especies diferentes de peces, como mixinos, lampreas, tiburones, ciprínidos, ictalúridos, gimnótidos, salmónidos y lábridos.

## Sueño fisiológico
Una característica fisiológica del sueño recibe el nombre de «regulación homeostática». Se trata de la teoría de que los animales necesitan una cantidad de sueño más o menos constante cada día, de modo que si un sujeto se ve privado de sueño un día, la cantidad de sueño tiende a «rebotar» (aumentar) los días siguientes. Esto se ha observado en el pez cebra. Por la noche, el pez cebra parece flotar en la columna de agua, en posición horizontal o con la cabeza ligeramente levantada. La frecuencia de movimiento de la boca y las branquias se reduce casi a la mitad y es dos veces más difícil despertarlos que durante el día. Si se les priva de este comportamiento similar al sueño, los períodos de sueño posteriores son más largos y el umbral de excitación es más alto de lo habitual, lo que sugiere un efecto rebote. De forma similar, en el pez cíclido convicto, la actividad disminuye los días que siguen a una interrupción experimental del comportamiento normal de descanso nocturno del pez.

## Ausencia de sueño

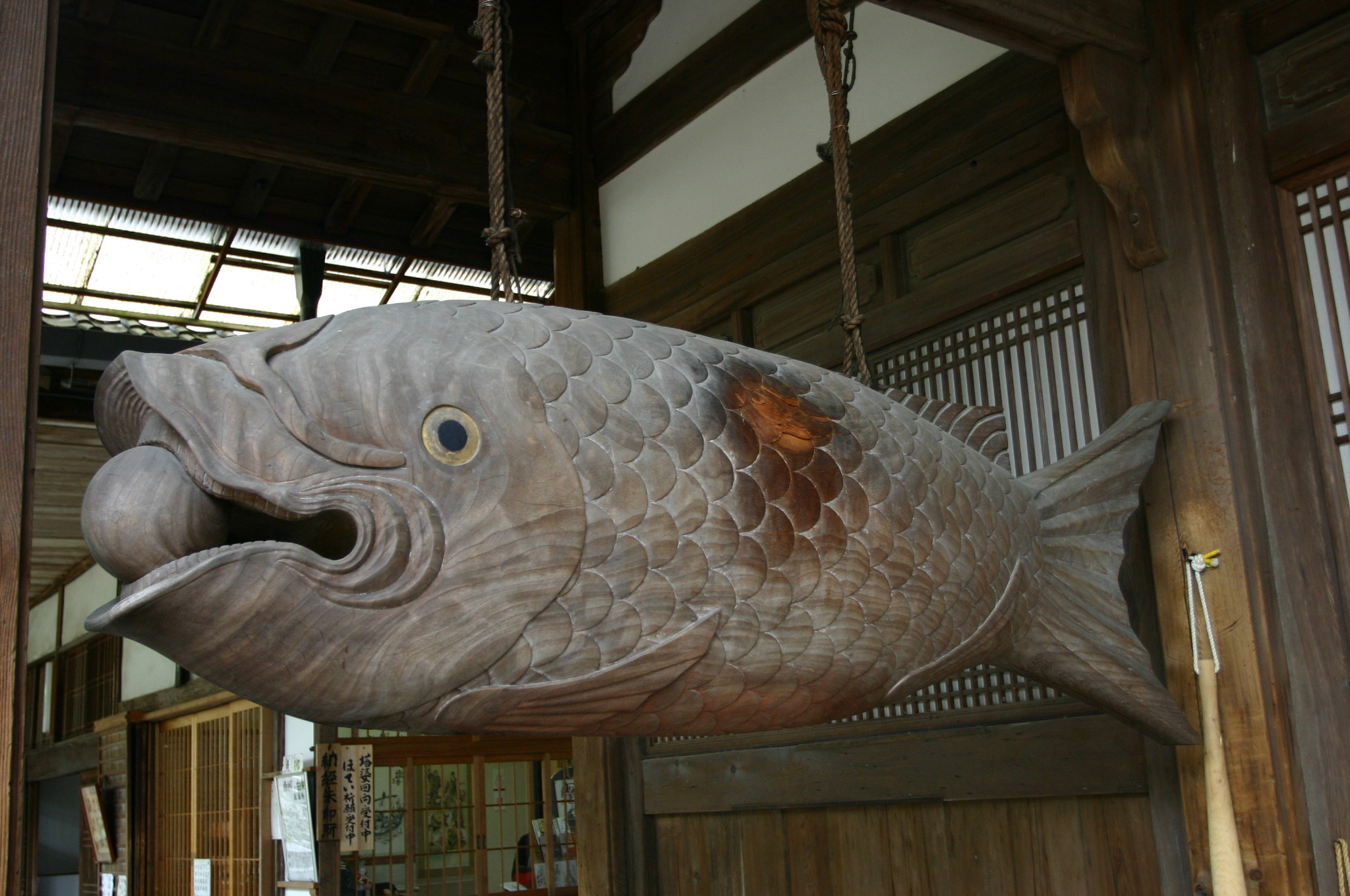
Tradicionalmente, los budistas Mahayana creían que los peces nunca dormían y el pez se convirtió en un símbolo de vigilia. En la imagen, un tambor hueco hendido llamado pez de madera o bloque de templo chino. Se utilizan al cantar sutras para mantener el ritmo y recordar a los practicantes que permanezcan alerta.

Muchas especies de peces pelágicos, como la anjova, la caballa atlántica, el atún, el bonito y algunos tiburones, nadan continuamente y no muestran signos, ni de comportamiento ni de otro tipo, de sueño. Se ha argumentado que una de las funciones del sueño es permitir que el cerebro consolide en la memoria las cosas que ha aprendido durante el periodo normal de actividad del animal. El cerebro podría no ser capaz de hacer esto mientras sigue siendo asaltado por nuevos estímulos y nueva información que procesar. Por lo tanto, la función del sueño sería apagar periódicamente la entrada sensorial para permitir que el cerebro forme recuerdos. Las especies pelágicas nadan en un entorno de aguas abiertas en el que los estímulos nuevos son poco frecuentes. En estas especies, la entrada sensorial es tan baja que la formación de recuerdos podría tener lugar aunque el pez siga moviéndose (una actividad repetitiva) y no se duerma en el sentido tradicional de la palabra.
Los peces damisela diurnos normalmente duermen inmóviles en las grietas de los arrecifes de coral por la noche, pero tres especies (el chromis viridis, el dascyllus marginatus y el dascyllus aruanus) pasan la noche entre las ramas de coral, donde baten sus aletas a una velocidad aproximadamente dos veces superior a la de la natación diurna normal. Esto crea corrientes de agua que mantienen la zona interior del coral (y por tanto a los propios peces) bien oxigenada, a niveles unas cuatro veces superiores que en ausencia de los peces. Aunque los peces son activos (sobre todo de forma repetitiva), no responden a la luz ni a la presencia de posibles depredadores. Los investigadores que documentaron este comportamiento lo denominaron «natación-sueño».
El sueño también puede estar ausente durante partes concretas de la vida de un pez. Especies normalmente inactivas durante la noche se vuelven activas día y noche durante la época de reproducción. Muchas especies parentales renuncian al sueño nocturno y abanican sus huevos día y noche durante muchos días seguidos. Esto se ha observado en el Gasterosteus aculeatus, el cíclido convicto y el cíclido arcoíris, varias especies de peces damisela, la lubina de boca pequeña y la lubina de boca grande, y el pez cabeza de toro. Algunas especies diurnas, como el tautog Tautoga onitis, se vuelven activas día y noche durante la migración. En la tilapia de Mozambique, se ha observado sueño en adultos, pero no en juveniles.
Algunas especies pueden variar en el ritmo de sus periodos diarios de actividad/inactividad y, por tanto, probablemente de su sueño. Dentro de las mismas poblaciones de pez dorado de laboratorio, algunos individuos pueden ser espontáneamente diurnos mientras que otros son nocturnos. Los peces de colores también pueden ser diurnos si el alimento está más disponible durante el día, o nocturnos si el alimento está disponible por la noche. El salmón es mayoritariamente diurno cuando la temperatura es alta, pero se vuelve más nocturno si la temperatura cae en picado. En latitudes altas, la lota, el pez escorpión y el pez cabeza de toro en cautividad son nocturnos en verano, pero se vuelven diurnos bajo el corto fotoperiodo del invierno ártico. En cautividad, la ventosa blanca Catostomus commersonii es diurna cuando vive en un banco, pero nocturna cuando vive sola.